# La Bazoche-Gouet
La Bazoche-Gouet ist eine französische Gemeinde mit 1230 Einwohnern (Stand 1. Januar 2022) im Département Eure-et-Loir in der Region Centre-Val de Loire; sie gehört zum Arrondissement Nogent-le-Rotrou und zum Kanton Brou.

## Bevölkerungsentwicklung
- 1962: 1463
- 1968: 1529
- 1975: 1451
- 1982: 1311
- 1990: 1281
- 1999: 1249
- 2012: 1263

## Persönlichkeiten
- Emma Valladon (1837–1913), Sängerin „Thérésa“
- Adrien Philippe (1815–1894), Uhrmacher und Erfinder

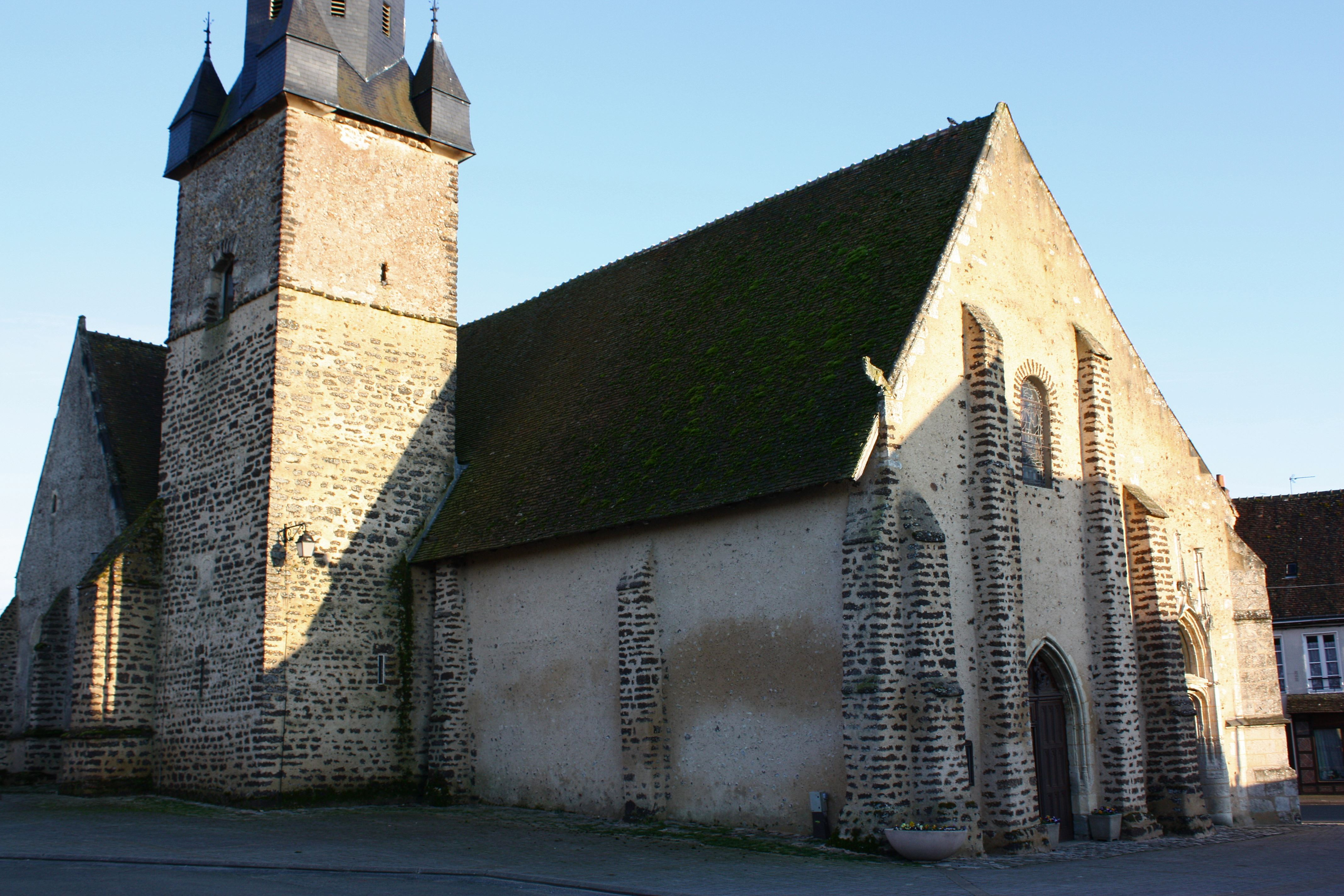
Kirche Saint-Jean-Baptiste